# التعليم الدنماركي قبل المدرسي
تم إنشاء أول روضة أطفال في الدنمارك في عشرينيات القرن التاسع عشر بمبادرة خاصة تهدف إلى تعليم أطفال العائلات العاملة ، حيث يعمل كلا الوالدين خارج المنزل. خلال الفترة ما بين 1850 و1900 ، ظهرت المؤسسات التعليمية الخاصة التي كانت تعمل بدوام جزئي فقط. كانت لهذه المؤسسات أهدافًا تربوية بخلاف تلك التي كانت في المدارس السابقة التي كانت في الغالب مجرد مراكز احتجاز لأطفال الآباء العاملين ، وكانت تستهدف أطفال الطبقات الأكثر امتيازًا.
أتاح الإصلاح الاجتماعي لعام 1933 لهذه المؤسسات أن تحصل على ما يصل إلى 50 في المائة من نفقاتها التشغيلية من الدولة. منذ ذلك الحين ، حصلت الدولة والبلديات تدريجياً على أكبر مسؤولية مالية وتربوية لإدارة هذه المؤسسات. كما تم توفير الدعم المالي في عام 1949 للمؤسسات التي لم تكن مستحقة له من قبل ، لأنها لم تستوف شروط القانون بما يعني أنها تقدم خدمات للأطفال من الأسر المحرومة. وهكذا تم الاعتراف بالهدف التربوي للمؤسسات.
ألزم قانون صدر في عام 1964 السلطات بإتاحة جميع الخدمات العامة لجميع المواطنين. كما تم التأكيد على الحق في التعليم قبل المدرسي في قانون المساعدة الاجتماعية لعام 1976 ، الذي طالب البلديات بإنشاء البنية التحتية اللازمة لتلبية احتياجات الأسر.
في عام 1987 ، فوضت الدولة مسؤولية الإدارة المالية لمؤسسات ما قبل المدرسة إلى البلديات.
75٪ من مؤسسات الرعاية النهارية القائمة هي حضانات بلدية بينما الرابعة الأخرى مملوكة للقطاع الخاص وتديرها جمعيات أو أولياء أمور أو شركات بالاتفاق مع السلطات المحلية. تعمل المؤسسات البلدية والخاصة من حيث الشؤون المالية والموضوعات وفقًا لنفس المبادئ. في عام 2007 ، حضر 96٪ من جميع الأطفال الذين تتراوح أعمارهم بين 3-5 سنوات وحوالي 90٪ من الأطفال الذين تتراوح أعمارهم بين 1 و 2 سنوات مؤسسات الرعاية النهارية.
وهناك تركيز كبير على تعلم المهارات الاجتماعية والمهارات الحركية والمعايير الثقافية وما إلى ذلك بدلا من العمل المدرسي التقليدي مثل تعلم القراءة والكتابة. وهناك تركيز كبير على تعلم المهارات الاجتماعية والمهارات الحركية والمعايير الثقافية وما إلى ذلك بدلا من العمل المدرسي التقليدي مثل تعلم القراءة والكتابة. يجادل كبار الباحثين بأن هذه العوامل هي أحد الأسباب يجادل باحثون بارزون بأن هذه العوامل هي أحد الأسباب التي تجعل الشعب الدنماركي أسعد الناس في العالم.